# Euploea romeo
Euploea romeo är en fjärilsart som beskrevs av Schröder och Colin G.Treadaway 1978. Euploea romeo ingår i släktet Euploea och familjen praktfjärilar. Inga underarter finns listade i Catalogue of Life.